# Тиллих, Станислав
Станислав Ти́ллих (нем. Stanislaw Tillich, в.-луж. Stanisław Tilich; род. 10 апреля 1959, деревня Нойдëрфель, округ Дрезден, ГДР) – немецкий государственный и политический деятель. Премьер-министр Свободного государства Саксонии (2008–2017). Председатель Бундесрата (2015–2016). Член ХДС. Лужицкий серб по происхождению.

## Биография
Среднее образование получил в Сербской гимназии в Баутцене. В 1977 году Тиллих поступил в Дрезденский технический университет на факультет строительства и приводной техники. В 1984 году окончил университет, став дипломированным специалистом. С 1987 по 1989 год Тиллих был сотрудником районной администрации города Каменц, затем стал предпринимателем.
В 1987 году Станислав Тиллих присоединился к партии Христианско-демократический союз (ГДР), а после воссоединения страны в 1990 году стал членом Христианско-демократического союза Германии. В 1990 году Тиллих стал членом Народной палаты ГДР и был делегирован в качестве наблюдателя в Европейский парламент в 1991—1994 годах. В 1994 году присоединился к Европейской народной партии и был избран депутатом Европейского парламента, где проработал в 1994—1999 годах.
В 1999 году Тиллих перешёл на работу в правительство Свободного государства Саксония. С 1999 по 2002 год занимал должность государственного министра по федеральным и европейским делам, затем стал государственным министром и главой канцелярии. В 2004 году стал государственным министром окружающей среды и сельского хозяйства. В 2007 году стал государственным министром финансов.
14 апреля 2008 года Георг Мильбрадт предложил кандидатуру Тиллиха в качестве преемника на посту премьер-министра Саксонии. 28 мая 2008 года ландтаг Саксонии избрал Тиллиха премьер-министром. Таким образом он стал первым лужичанином, главой правительства, за более чем тысячу лет лужицко-немецкого сосуществования в Саксонии.
Кроме родного верхнелужицкого языка, Тиллих свободно говорит на немецком, чешском и польском языках. Его жена имеет польские и лужицкие корни.